# Пітер Вайлд
Пітер Вайлд (англ. Peter Wylde, 30 липня 1965) — американський вершник.
Олімпійський чемпіон 2004 року в командному конкурі.
Срібний призер Панамериканських ігор 1999 року в індивідуальному конкурі.